# Zoe Sugg
Zoë Elizabeth Sugg, née le 28 mars 1990, est une autrice et youtubeuse britannique.

## Biographie

### Enfance et formation
Zoe Sugg est née le 28 mars 1990 à Lacock dans le Wiltshire. Elle étudie à The Corsham School (en), dans la ville voisine de Corsham, où elle obtient son diplôme des A-Levels en art, photographie et textile,,.

### Carrière

#### Bloggeuse et vidéaste
Zoe Sugg crée son blog, "Zoella", en février 2009, alors qu'elle travaille comme apprentie dans une entreprise de design d'intérieur. Le 17 décembre 2009, elle met en ligne sa première vidéo sur YouTube, intitulée 60 Things In My Bedroom (60 choses dans ma chambre) sous le pseudonyme "zoella280390". À cette époque, elle travaille en tant que vendeuse chez New Look,.
En 2013, Zoella est nommée ambassadrice du National Citizen Service (en) pour promouvoir le lancement du service pour la jeunesse.
En 2014, Zoe Sugg publie Girl Online, premier livre d'une série de trois, qui sera suivi de Girl Online On Tour, Girl Online Going Solo. En 2020, elle publie The Magpie Society: One for Sorrow, co-écrit avec Amy McCulloch. La suite de ce roman, intitulée The Magpie Society: Two for Joy, paraît en 2021. Zoe Sugg est également l'autrice d'un livre de non-fiction, Cordially Invited, qui contient notamment des recettes de cuisine.

#### Musique
Zoella a chanté aux côtés de nombreuses célébrités dans le single "Do They Know It's Christmas?" au profit de l'association Band Aid 30. Cette association récolte des fonds pour combattre le virus Ebola dans l'Afrique de l'Ouest. Le single s'est classé numéro 1 dans le UK Official Singles Chart.

#### Vidéaste
Elle possède les chaînes Zoe Sugg et Zoella.

#### Entrepreneuse
Elle a lancé une gamme de produits de beauté sous la marque Zoella Beauty en septembre 2014,. Les produits ont été développés et fabriqués par la société familiale SLG Allstars Ltd.

### Vie de famille
Elle a un petit frère Joe Sugg, lui aussi vidéaste.
Elle est en couple avec le youtubeur Alfie Deyes depuis 2012. Elle vit avec lui près de Brighton, en Angleterre où elle possède une maison. Ils ont deux filles, Ottilie Rue Deyes, née le 29 août 2021 et Novie Nell Deyes, née le 6 décembre 2023. Le couple s'est fiancé pendant des vacances à Mykonos en Grèce en septembre 2023.

## Philanthropie
Elle a été nommée première « ambassadrice numérique » de Mind.